# Eberhard Schenk

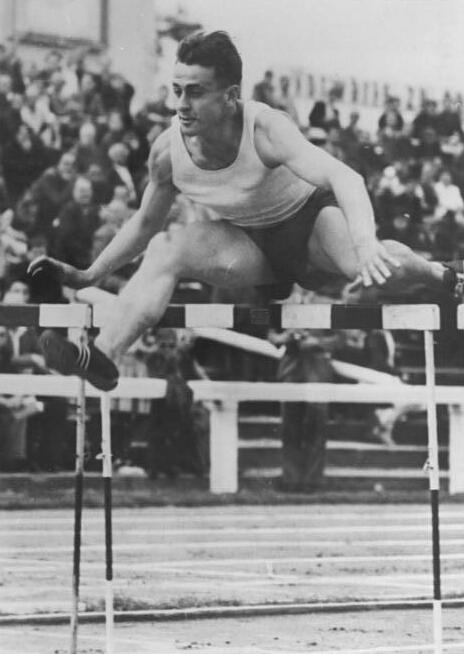
Eberhard Schenk bei den DDR-Meisterschaften 1954

Eberhard Schenk (* 17. Juli 1929 in Schneidemühl; † 23. Juli 2010 in Bergen auf Rügen) war ein deutscher Leichtathlet aus der Deutschen Demokratischen Republik (DDR), der in den 1950er Jahren zu den besten Hürdenläufern der DDR gehörte und zwei Meistertitel gewann.
Schenk belegte 1951 den vierten Platz und 1952 den dritten Platz bei den DDR-Meisterschaften im 110-Meter-Hürdenlauf. Hinter Karl Scholz war er 1952 Vizemeister über 200 Meter Hürden. 1953 und 1954 lief Schenk bei den DDR-Meisterschaften jeweils hinter Gerhard Schmolinski auf den zweiten Platz über 110 Meter Hürden. Seinen ersten Meistertitel gewann Schenk 1954 im 200-Meter-Hürdenlauf. 1955 siegte er dann auch über 110 Meter Hürden.
Schenk trat zuerst für Einheit Rostock, später für den SC Empor Rostock an. Nach seiner Karriere promovierte er und war dann als Allgemeinmediziner in Bergen auf Rügen tätig. Sein 1965 geborener Sohn Christian Schenk gewann 1988 in Seoul den olympischen Zehnkampf. Sein Enkel Arvid Schenk ist ein ehemaliger Fußballtorhüter und heutiger Trainer.

## Bestleistungen
- 100-Meter-Lauf: 11,0 s
- 200-Meter-Lauf: 22,8 s
- 400-Meter-Lauf: 52,8 s
- 110-Meter-Hürdenlauf: 14,8 s
- 200-Meter-Hürdenlauf: 24,7 s
- 400-Meter-Hürdenlauf: 55,8 s
- Weitsprung: 6,24 m
- Dreisprung: 13,95 m